# El misterio de la felicidad
El misterio de la felicidad es una película de Argentina dirigida por Daniel Burman sobre su propio guion escrito en colaboración con Sergio Dubcovsky que se estrenó el 16 de enero de 2014 y que tuvo como protagonistas a Guillermo Francella, Inés Estévez, Alejandro Awada y Sergio Boris.

## Sinopsis
Santiago y Eugenio son amigos y socios de toda la vida en un negocio de electrodomésticos. Un día, sin previo aviso y sin dejar huellas, Eugenio desaparece y Santiago comienza a buscarlo con Laura, la mujer de aquel.

## Reparto
- Guillermo Francella ... Santiago
- Inés Estévez ... Laura
- Alejandro Awada …Oudukian
- Sergio Boris ... Sergio
- Cláudia Ohana ... Casandra
- Silvina Escudero ... Pato
- Fabián Arenillas ... Eugenio
- María Fiorentino ... Helena
- Silvana Sosto ... Maru
- Alejandro Polledo ... Subcomisario
- Jairo García ... Mauricio
- Milagros Michael ... Rosalía
- Ponchy Brusse ... Arturo
- Pablo IniJoven ... Comprador 1
- Ignacio Sánchez Mestre ... Joven Comprador 2
- Joselo Bella ... Jugador Paddle 1
- Marcelo D'Andrea ... Jugador Paddle 2
- Mario Dubois ... Abogado
- Juan Martín Guix ... Empleado Estacionamiento
- Pascual Condito ... Pariente
- Sonia Cardoso ... Recepcionista Panheiras

- Conjunto de Danzas Armenias Nairi ... Bailarines restaurante

## Taquilla
En su primera semana ya había superado los 100.000 espectadores, convirtiéndose en el primer éxito argentino del 2014. Al término de su tercera semana recolectó 437 120 espectadores, esto gracias a que superó los 100 000 espectadores semana tras semana. Su cuarta semana consiguió 67 966 boletos cortados, y siendo vista en total por 506,253 espectadores en un mes. Su quinta semana fue producto de un poco más de 40.000 boletos cortados. En su sexta semana, baja del top five por primera vez desde su estreno y el día miércoles, de esa semana, se encontró con 581.976 espectadores que la vieron desde su estreno. El 28 de febrero es el primer día en el cual El misterio de la felicidad se aparta totalmente del top 10, comenzando su séptima semana en cartelera en el puesto 17.º La película logró conseguir 600 000 espectadores y fue la película argentina más exitosa del primer semestre del 2014, no siendo superada ni por BETIBU ni tampoco por MUERTE EN BUENOS AIRES quienes fueron otros éxitos de ese mismo año, ya que ambas superaron los 200.000 espectadores.